# Hundsrangen
Hundsrangen  (fränkisch: Hundsranga) ist ein Gemeindeteil des Marktes Geiselwind im unterfränkischen Landkreis Kitzingen. Hundsrangen liegt in der Gemarkung Füttersee. Das einzige Anwesen der früheren Einöde wurde im frühen 21. Jahrhundert abgebrochen.

## Geografische Lage
Der Hundsrangen liegt relativ zentral im Geiselwinder Gemeindegebiet an der Staatsstraße 2260, etwa 1,3 km südlich des Ortes Füttersee. Die Staatsstraße leitet im Osten zur Hutzelmühle über, weiter östlich liegt Wasserberndorf. Südlich fließt ein Seitenarm der Ebrach an den Hundsrangen vorbei, im Südosten ist die Hammermühle zu finden, im Westen die Weingartsmühle. Weiter im Süden führt die Autobahn Bundesautobahn 3 vorbei.

## Geschichte
Lange Zeit waren die Hundsrangen lediglich als Flurlage auf der Gemarkung von Füttersee bekannt. Der Name leitet sich von der Beschaffenheit der Lage ab. Es handelt sich um einen „nutzlosen Steilhang“ an der Ebrach. Wegen des Steilabfalls zum Bach war er für die landwirtschaftliche Erschließung nicht geeignet, so nutzte man das Schimpfwort „Hund“ für die Charakterisierung der Flurlage.
Erstmals erwähnt wurde der Hundsrangen im Jahr 1750. Damals tauchte im Lehensbuch des Klosters Ebrach die Lage „an Hundtsrangen“ auf. Im 19. Jahrhundert nahm die Flur „Am Hundsrangen“ mehrere Äcker, Wiesen und einen kleinen Wald ein. Bebaut wurde die Lage erst zwischen 1948 und 1950, als ein pensionierter Oberkommissar der Landespolizei hier ein Anwesen errichtete. Damals gehörte der Ort, der 1950 erstmals in den Dokumentationen zu den Volkszählungen erscheint, zur später aufgelösten und nach Geiselwind eingegliederten Gemeinde Füttersee.
Zu Beginn des 21. Jahrhunderts wurde der Hof abgerissen.

### Einwohnerentwicklung
| Jahr        | 001950 | 001961 | 001970 | 001987 |
| Einwohner   | 3      | 3      | 2      | 0      |
| Wohngebäude | 1      | 1      |        | 1      |
| Quelle      | [ 6 ]  | [ 7 ]  | [ 8 ]  | [ 9 ]  |

## Religion
Hundsrangen war evangelisch-lutherisch geprägt und nach St. Laurentius (Füttersee) gepfarrt.